# Rikiwulf
Rikiwulf (del nórdico antiguo: «Lobo rico y poderoso» o «Caudillo de lobos») fue un legendario guerrero vikingo de la dinastía Ylfing en el siglo IX, que aparece mencionado en el poema Beowulf. Hacia 880 se embarcó con sus vikingos desde Gante remontando el río Lys en Flandes y formando asentamientos en Rikiwulfinga-haim, cerca de Tielt, en Rekkem cerca de Menen, Richebourg, Reclinghem, Racquinghem y Erquinghem-Lys (hoy Artois, Francia).
Posiblemente sea la personificación literaria de Godofredo de Frisia, que lideró las incursiones en Gante en 880 o su predecesor Rorik de Dorestad que en 860 recibió del rey Lotario I todas las tierras al norte del Maas en Frisia. 